# Volker Busskamp
Volker Busskamp (Bocholt, Alemanha, 25 de dezembro de 1980) é um biólogo alemão.

## Vida
Volker Busskamp estudou biotecnologia a partir de 2001 na Universidade Técnica de Braunschweig e na Universidade de Genebra. Obteve um doutorado em 2010 na Universidade de Basileia e no Friedrich Miescher Institut orientado por Botond Roska. Trabalhou no pós-doutorado de 2011 a 2014 na Harvard Medical School com George Church. É desde 2014 diretro de um grupo de pesquisas no Zentrum für Regenerative Therapien Dresden (CRT).
Recebeu o Prêmio Paul Ehrlich e Ludwig Darmstaedter para jovens pesquisadores de 2017.

## Publicações selecionadas
- V. Busskamp, N. E. Lewis, P. Guye, A. H. M. Ng, S. L. Shipman, S. E. Byrne, J. Murn, N. E. Sanjana, S. Li, Y. Li, M. Stadler, R. Weiss, G. M. Church: Rapid neurogenesis through transcriptional activation in human stem cells. In: Molecular Systems Biology. Volume 10,  2014, p. 760.
- V. Busskamp, J. Krol, D. Nelidova, J. Daum, T. Szikra, B. Tsuda, J. Jüttner, K. Farrow, B. Gross-Scherf, C. P. Patino-Alvarez, C. Genoud, V. Sothilingam, N. Tanimoto, M. Stadler, M. Seeliger, M. Stoffel, M. Filipowicz, B. Roska: MicroRNAs 182 and 183 are necessary to maintain adult cone photoreceptor outer segments and visual function. In: Neuron. Volume 83, 2014, p. 586–600.
- V. Busskamp, J. Duebel, D. Balya, M. Fradot, T. J. Viney, S. Siegert, A. C. Groner, E. Cabuy, V. Forster, M. Seeliger, M. Biel, P. Humphries, M. Paques, S. Mohand-Said, D. Trono, K. Deisseroth, J. A. Sahel, S. Picaud, B. Roska: Genetic Reactivation of Cone Photoreceptors Restores Visual Responses in Retinitis pigmentosa. In: Science. Volume 329, 2010, p. 413–417.
- J. Krol, V. Busskamp, I. Markiewicz, M. B. Stadler, S. Ribi, J. Richter, J. Duebel, S. Bicker, H. J. Fehling, D. Schübeler, T. G. Oertner, G. Schratt, M. Bibel, B. Roska, W. Filipowicz: Characterizing light-regulated retinal microRNAs reveals rapid turnover as a common property of neuronal microRNAs. In: Cell. Volume 141, 2010, p. 618–31.
- V. Busskamp, S. Picaud, J. A. Sahel, B. Roska: Optogenetic therapy for retinitis pigmentosa. In: Gene therapy. Volume 19, 2012, p. 169–175